# Stuck Mojo
Stuck Mojo es un grupo musical estadounidense de rap metal proveniente de Atlanta, Georgia.
La banda fue formada en 1989 por el guitarrista Rich Ward y el bajista original Dwayne Fowler. El cantante principal, Bonz, se sumó más tarde ese mismo año. Junto a bandas como Rage Against the Machine, Urban Dance Squad, entre otras, ellos son una de las bandas clave en la creación del rap metal, a pesar de que el lanzamiento de su primer álbum de larga duración fue en 1995, la banda había lanzado demos entre 1990 y 1993, una de las cuales obtuvo un contrato con Century Media. La banda se disolvió el año 2000, volviendo cinco años después. En 2006, su vocalista original, Bonz, fue reemplazado por el rapero Lord Nelson, y después por Robby J.
Hasta la fecha, Stuck Mojo ha lanzado siete álbumes de estudio, un EP, un álbum de rarezas y caras B y uno en vivo.

## Estilo musical
Stuck Mojo son pioneros en practicar un rap metal más pesado de lo que se venía haciendo en la época (principios-mediados de los 90); mientras que grupos como Rage Against the Machine o Urban Dance Squad se inspiraban en un rock o metal más clásicos, Stuck Mojo se acercaban al sonido duro de Pantera, con la guitarra y el bajo afinados algunos semitonos por debajo de la afinación estándar. En su momento, era habitual que, acompañando los rapeos del vocalista original, Bonz, el guitarrista Rich Ward y el bajista Corey Lowery aportasen sus respectivas voces; en algunos casos guturales, y en otros más melódicas. Esto pasaría a ser más evidente en el último álbum con Bonz, Declaration of a Headhunter, donde Ward y Dan Dryden (bajista en ese álbum) cantan varios estribillos y estrofas.

## Miembros

### Miembros actuales
- Robby J - Voz (desde 2016)
- Rich Ward - Guitarra y coros (siempre ha estado en la banda)
- Len Sonnier  - Bajo (desde 2016)
- Frank Fontsere – Batería (1996-2004, 2009–presente)

### Miembros anteriores
- Bonz – voz/letrista - (1989–2006, 2014-2015)
- Dwayne Fowler - bajo (1989–1995)
- Corey Lowery – bajo (1996–1998, 2014-2015)
- Lord Nelson - voz (2006-2009)
- Eric Sanders - batería (2005–2006)
- Rodney Beaubouef – batería (2006–2008)
- Sean Delson - bajo (2004–2009)
- Dan Dryden – bajo (1998–2001)
- Tim Maines - batería
- Ryan Mallam – guitarra (2001)
- Mike Martin - guitarra (2007–2009)
- Brent Payne - batería (1993–1995)
- Karman Gossett - batería
- Steve 'Nailz' Underwood - batería (2008–2009)
- Brad Hasty - batería
- Scott Spooner - teclados
- John Carpenter - batería
- Richard Farmer - batería (1989–1990)
- Benjamin Reed - batería (1990–1993)
- Will Hunt - batería (1997, as a touring member)
- Andrew Freund - voz (1989)
- Keith Watson - bajo (2002–2004)

## Discografía

### Álbumes de estudio
- Snappin' Necks (1995)
- Pigwalk (1996)
- Rising (1998) (Top Chart Position: #48)[1]
- Declaration of a Headhunter (2000)
- Southern Born Killers (lanzamiento independiente) (2007)[2]
- The Great Revival (2008)
- Here Comes the Infidels (2016)

### Álbumes en vivo
- HVY1 (en vivo, 1999)

### EP
- Violated (1996)

### Caras B y regrabaciones
- Violate This (2001)

### DVD
- Inside the Monster: The Evilution of Stuck Mojo Vol. I (DVD, 2004)